# Geografia Wysp Świętego Tomasza i Książęcej

Położenie Wysp Świętego Tomasza i Książęcej

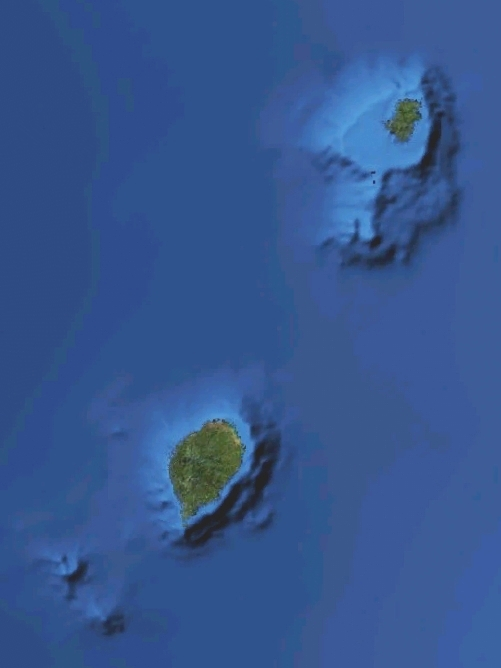
Wyspy Świętego Tomasza i Książęca – zdjęcie satelitarne

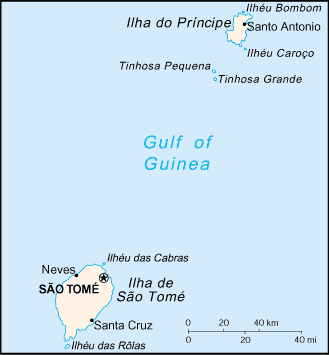
Wyspy Świętego Tomasza i Książęca

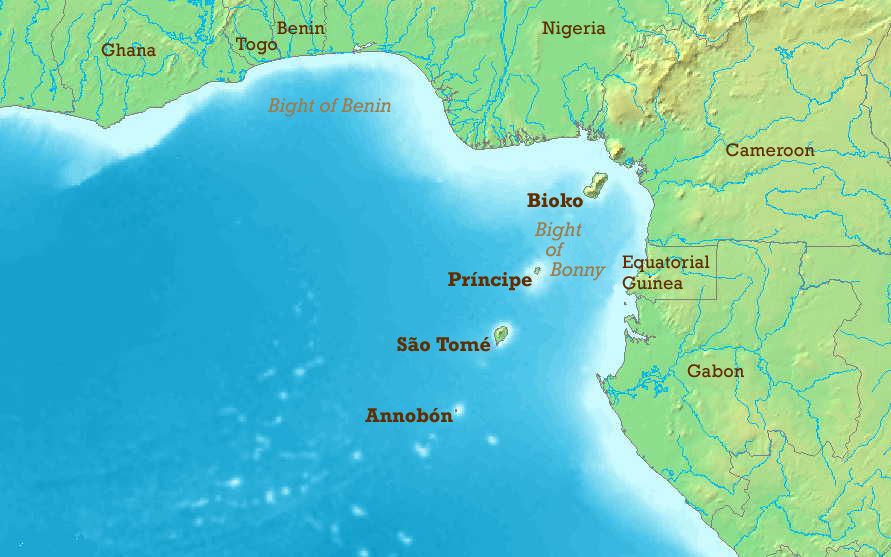
Mapa topograficzna wysp

Geografia Wysp Świętego Tomasza i Książęcej – dziedzina nauki zajmująca się badaniem Wysp Świętego Tomasza i Książęcej pod względem geograficznym.
Demokratyczna Republika Wysp Świętego Tomasza i Książęcej to niewielkie państwo wyspiarskie obejmujące dwie główne wyspy i małe skaliste wyspy przybrzeżne położonych na obszarze wód Zatoki Gwinejskiej, należącej do Oceanu Atlantyckiego. Jest to drugie po Seszelach najmniejsze państwo Afryki.

## Położenie i powierzchnia
Demokratyczna Republika Wysp Świętego Tomasza i Książęcej jest państwem wyspiarskim leżącym na obszarze wód Zatoki Gwinejskiej, należącej do Oceanu Atlantyckiego, na północ od równika i na zachód od Gabonu .
Powierzchnia kraju wynosi 964 km² – jest to drugie po Seszelach najmniejsze państwo Afryki . Długość linii brzegowej to 209 km .
Obejmuje dwie większe wyspy – Wyspę Świętego Tomasza (845 km²) i Wyspę Książęcą (134 km²) oraz małe skaliste wyspy przybrzeżne (wyspy podane za Komisją Standaryzacji Nazw Geograficznych):
- Ilhéu das Rôlas – na południe od Wyspy Świętego Tomasza, pow. 3 km² (dł. 2700 m, szer. 2200 m, wys. 81 m n.p.m.), 200 mieszkańców, 0°00′00″N 6°31′25″E/0,000000 6,523611
- Pedras Tinhosas:
  - Tinhosa Grande – pow. 0,2 km², niezamieszkana, 1°20′30″N 7°17′27″E/1,341667 7,290833
  - Tinhosa Pequena – pow. 0,03 km², niezamieszkana, 1°24′30″N 7°17′30″E/1,408333 7,291667
- Ilhéu das Cabras – dł. 1050 m, szer. 250 m, wys. 53 m n.p.m., niezamieszkana, 0°24′29″N 6°42′54″E/0,408056 6,715000
- Ilhéu Bombom – dł. 650 m, szer. 330 m, wys. 55 m n.p.m., zamieszkana, 1°41′55″N 7°24′10″E/1,698611 7,402778
- Ilhéu Caroço – niezamieszkana

Wyspy Świętego Tomasza i Książęca poprzez wody terytorialne graniczą z Gabonem i Gwineą Równikową .

## Budowa geologiczna i rzeźba
Wyspy są pochodzenia wulkanicznego, brak jednak na nich czynnych wulkanów . Wyspy powstały w okresie od połowy do późnego trzeciorzędu, wzdłuż liniowej strefy ryftowej ciągnącej się z Kamerunu w głąb Atlantyku w kierunku południowo-zachodnim.
Wnętrza wysp zajmują masywy wulkaniczne – ich krajobraz jest górzysty; wokół nich są położone obszary nizinne. Najwyższym wzniesieniem jest leżący na Wyspie Świętego Tomasza szczyt Pico de São Tomé (2024 m n.p.m.) . Najwyższym szczytem Wyspy Książęcej jest Pico de Príncipe (948 m n.p.m.) .

## Klimat
Kraj leży w strefie klimatu równikowego wilgotnego , a z uwagi na warunki topograficzne wykształciły się tu mikroklimaty .
Średnie opady w ciągu roku to ok. 1100 mm . W południowo-zachodniej, górzystej części Wyspy Świętego Tomasza średnie roczne opady wynoszą 7000 mm, a w części północno-wschodniej dochodzą do 760 mm . Pora deszczowa trwa od października do maja, a pora sucha w okresie lipca i sierpnia . Cechą charakterystyczną klimatu wysp jest duża wilgotność – 80% .
Średnie temperatury miesięczne wahają się od 25 °C w lipcu do 27 °C w marcu i kwietniu . Średnie roczne temperatury spadają wraz z wysokością – na terenach powyżej 700 m n.p.m. poniżej 10 °C w nocy . Powyżej 1000 m n.p.m. utrzymują się mgliste mżawki; mróz i śnieg nie występuje .

## Wody

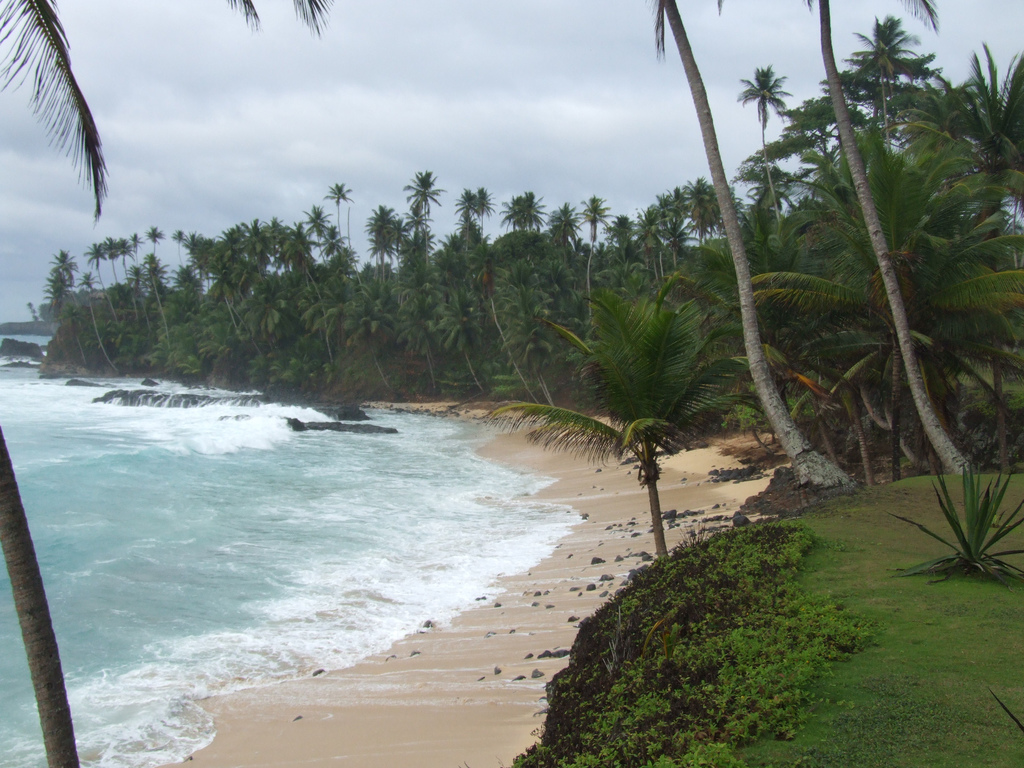
Wybrzeże Wyspy Świętego Tomasza

Górzyste obszary wysp poprzecinane są licznymi, wartko płynącymi potokami, spływającymi promieniście z gór do Oceanu Atlantyckiego .

## Gleby
Gleby na wyspach są pochodzenia wulkanicznego, przeważnie są to andosole posiadające duży zapas niezwietrzałych minerałów. Pokrywa glebowa Wysp Świętego Tomasza i Książęcej w połączeniu z ciepłym wilgotnym klimatem sprzyja wegetacji, a co za tym idzie rolnictwu, które jest poza turystyką główną gałęzią gospodarki.

## Flora i fauna
Pierwotnie wyspy porośnięte były lasem tropikalnym, który ostał się na zachodzie i na południu wysp . Z uwagi na izolację wysp występuje tu wiele gatunków endemicznych .

### Flora

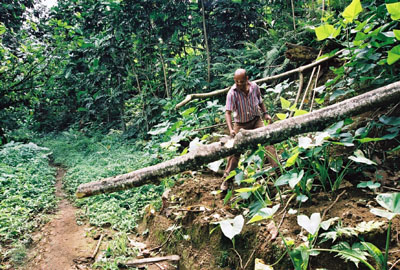
Wnętrze Wyspy Świętego Tomasza

W wilgotnych lasach równikowych odnotowano największą w Afryce różnorodność paproci. Występuje tu wiele gatunków endemicznych, m.in. storczykowatych, wilczomleczy i kawowców.

### Fauna
Fauna charakteryzuje się bogactwem gatunków endemicznych – endemity to 80% wszystkich gatunków ślimaków, 29 gatunków ptaków, 4 gatunki żab na Wyspie Świętego Tomasza i 4 na Wyspie Książęcej. Jedynymi rodzimymi ssakami na wyspach są nietoperze. Osadnicy przywieźli m.in. szczury, koty, psy, świnie i małpy.

## Demografia
Liczba ludności Demokratycznej Republiki Wysp Świętego Tomasza i Książęcej szacowana jest na 213 948 (stan na 2021) . Większość to Forro – potomkowie osadników europejskich i afrykańskich niewolników, oraz Angolares – potomkowie niewolników z Angoli . Jedna trzecia mieszkańców kraju żyje w stolicy São Tomé . Populacja wysp jest relatywnie młoda – ponad 60% ludności ma mniej niż 25 lat .
98,4% populacji posługuje się językiem portugalskim, który jest językiem urzędowym, przy czym 36,2% – (także) językiem forro (dane szacunkowe na 2012) .
Prawie 56% mieszkańców deklaruje wiarę katolicką, 4,1% adwentyzm, 3,4% pentekostalizm, 2,9% przynależność do Kościoła Nowoapostolskiego, 2,3% mana, 2% należy do Uniwersalnego Kościoła Królestwa Bożego, 1,2% to Świadkowie Jehowy, 6,2% jest innego wyznania, a 21,2% nie deklaruje żadnej religii (dane szacunkowe na 2012) .

## Gospodarka
Podstawą gospodarki jest rolnictwo i eksport ziarna kakaowego . Większość terenów rolniczych należy do państwa – do 1993 roku funkcjonowało 15 wielkich plantacji państwowych, które zostały podzielone między mniejsze przedsiębiorstwa na zasadzie użytkowania .
Wyspy uzależnione są od importu żywności, paliw i wszelakich dóbr konsumpcyjnych . Dalszy rozwój gospodarczy upatrywany jest w rozwoju usług turystycznych .